# Ольвертер, Фриц
Фриц О́львертер (нем. Fritz Ohlwärter; 25 февраля 1948, Розенхайм) — немецкий бобслеист, разгоняющий, выступал за сборную ФРГ в 1970-х годах. Участник зимних Олимпийских игр в Инсбруке, обладатель четырёх серебряных и одной бронзовой медали чемпионатов мира, призёр многих международных турниров и национальных первенств.

## Биография
Фриц Ольвертер родился 25 февраля 1948 года в Розенхайме. Активно заниматься спортом начал в раннем детстве, проходил подготовку в спортивном клубе «Кёнигсзе» и тренировался на расположенной здесь же санно-бобслейной трассе. Со временем начал показывать неплохие результаты, в качестве разгоняющего прошёл отбор в основной состав национальной сборной ФРГ.
Первого серьёзного успеха в бобслее добился в 1974 году, когда вместе с пилотом Георгом Хайблем завоевал серебряную медаль на чемпионате мира в швейцарском Санкт-Морице — проиграл двухместному экипажу соотечественника Вольфганга Циммерера, который ранее стал олимпийским чемпионом в данной дисциплине. Год спустя на мировом первенстве в итальянской Червинии они с Хайблем повторили своё достижение, вновь финишировали вторыми и получили серебро — на сей раз их обогнал экипаж хозяина соревнований, итальянца Джорджо Альверы. Также при содействии Петера Уцшнайдера и Альберта Вурцера Ольвертер разгонял здесь четырёхместный экипаж Циммерера и за это выступление был награждён ещё одной серебряной медалью.
Благодаря череде удачных выступлений в 1976 году удостоился права защищать честь страны на зимних Олимпийских играх в Инсбруке, выступал здесь как в двойках, так и четвёрках (помимо пилота Хайбля в команде состояли разгоняющие Ханс Морант и Зигфрид Радант). Они довольно близко подобрались к призовым позициям, тем не менее, в обеих дисциплинах заняли пятые места и остались, таким образом, без медалей.
Несмотря на неудачу с Олимпиадой, Ольвертер продолжал участвовать в бобслейных заездах, состоял в основном составе национальной сборной и ездил на крупнейшие международные турниры. Так, в 1977 году он присоединился к команде начинающего пилота Якоба Реша, и вместе с разгоняющими Хербертом Бергом и Вальтером Барфусом он добыли бронзу на чемпионате мира в Санкт-Морице. Ещё одна медаль пришла к Ольвертеру на домашнем мировом первенстве 1979 года в Кёнигсзе — в двухместном экипаже Штефана Гайсрайтера он заменил травмировавшегося после третьего заезда Манфреда Шумана. Впоследствии Фриц Ольвертер пытался отобраться на Олимпийские игры 1980 года в Лейк-Плэсид, но не выдержал конкуренцию со стороны молодых разгоняющих сборной и вскоре вынужден был завершить карьеру бобслеиста.